# 筧正典
筧 正典（かけひ まさのり、1915年10月12日 - 1993年1月14日）は、日本の映画監督、助監督。

## 人物
長野県下諏訪町出身。旧制諏訪中学（現：長野県諏訪清陵高等学校・附属中学校）、京都帝国大学法学部卒業。1940年東宝入社、東宝映画（社長シリーズ）やウルトラシリーズを監督。1968年フリーランスとなる。仕事には厳格な人物であったとされる。
1989年、勲四等瑞宝章受章。

## 主な作品

### 映画
※すべて東宝作品
- 南国の肌（1952年）※監督助手
- 三等重役（1952年）※監督助手
- 一等社員 三等重役兄弟篇（1953年）※監督助手
- 花の中の娘たち（1953年）※監督助手
- 山の音（1954年）※監督助手
- 泉へのみち（1955年）
- くちづけ（1955年）
- 女房族は訴える（1956年）
- 新婚第一課（1956年）
- 大安吉日（1957年）
- サラリーマン出世太閤記（1957年）
- 新しい背広（1957年）
- 続サラリーマン出世太閤記（1957年）
- 重役の椅子（1958年）
- 続々サラリーマン出世太閤記（1958年）
- 結婚の夜（1959年）
- サラリーマン出世太閤記 課長一番槍（1959年）
- 新・三等重役（1959年）
- 顔役と爆弾娘（1959年）
- 新・三等重役 旅と女と酒の巻（1960年）
- サラリーマン出世太閤記・完結篇 花婿部長No.1（1960年）
- お姐ちゃんに任しとキ!（1960年）
- お姐ちゃんはツイてるぜ（1960年）
- 出世コースに進路をとれ（1961年）
- トイレット部長（1961年）
- 女難コースを突破せよ（1962年）
- 六本木の夜・愛して愛して（1963年）
- サラリーマン無鉄砲一家（1963年）
- 妻という名の女たち（1963年）
- お姐ちゃん三代記（1963年）
- 団地・七つの大罪（1964年）※千葉泰樹と共同
- 若い娘がいっぱい（1966年）

### テレビドラマ
- 新・新三等重役（1966年、日本テレビ）
- 楽天夫人（1967年、関西テレビ放送）
- ウルトラシリーズ（TBS）
  - 帰ってきたウルトラマン（1971年 - 1972年）
  - ウルトラマンA（1972年 - 1973年）※第1・2話は満田かずほと共同
  - ウルトラマンタロウ（1973年 - 1974年）
  - ウルトラマンレオ（1974年 - 1975年）